# The Drums of Jeopardy
The Drums of Jeopardy er en amerikansk stumfilm fra 1923 af Edward Dillon.

## Medvirkende
- Elaine Hammerstein som Dorothy Burrows
- Jack Mulhall som Jerome Hawksley
- Wallace Beery som Gregor Karlov
- David Torrence som Cutty
- Maude George som Olga Andrevich
- Eric Mayne som Burrows
- Forrest Seabury som Stefani